# Ukřižování (Antoine de Lonhy)
Ukřižování, dílo francouzského malíře a iluminátora Antoine de Lonhy z doby kolem roku 1460, patří k významným středověkým miniaturám ve sbírce grafiky a kresby Národní galerie v Praze.

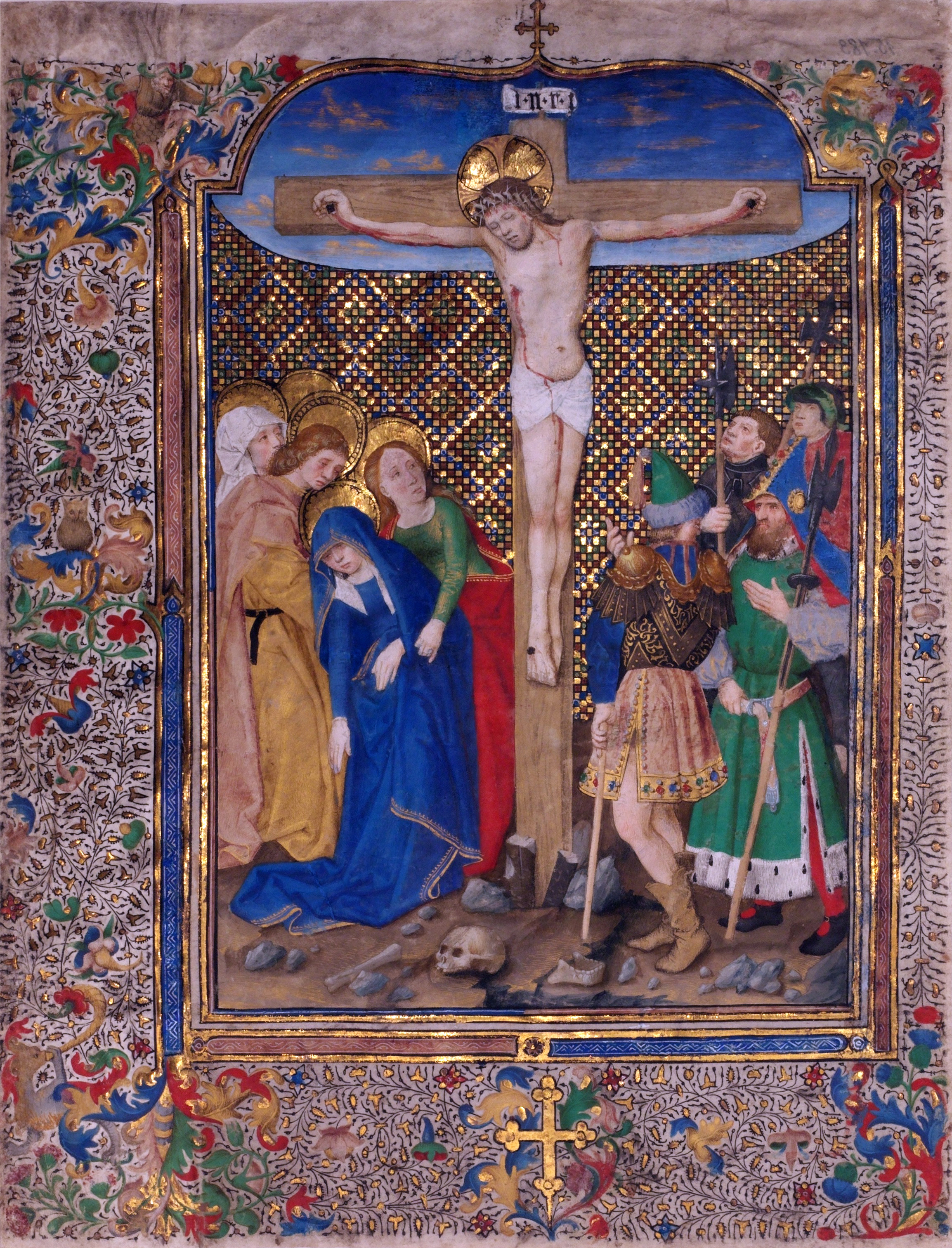
Ukřižování, Antoine de Lonhy, Národní galerie v Praze

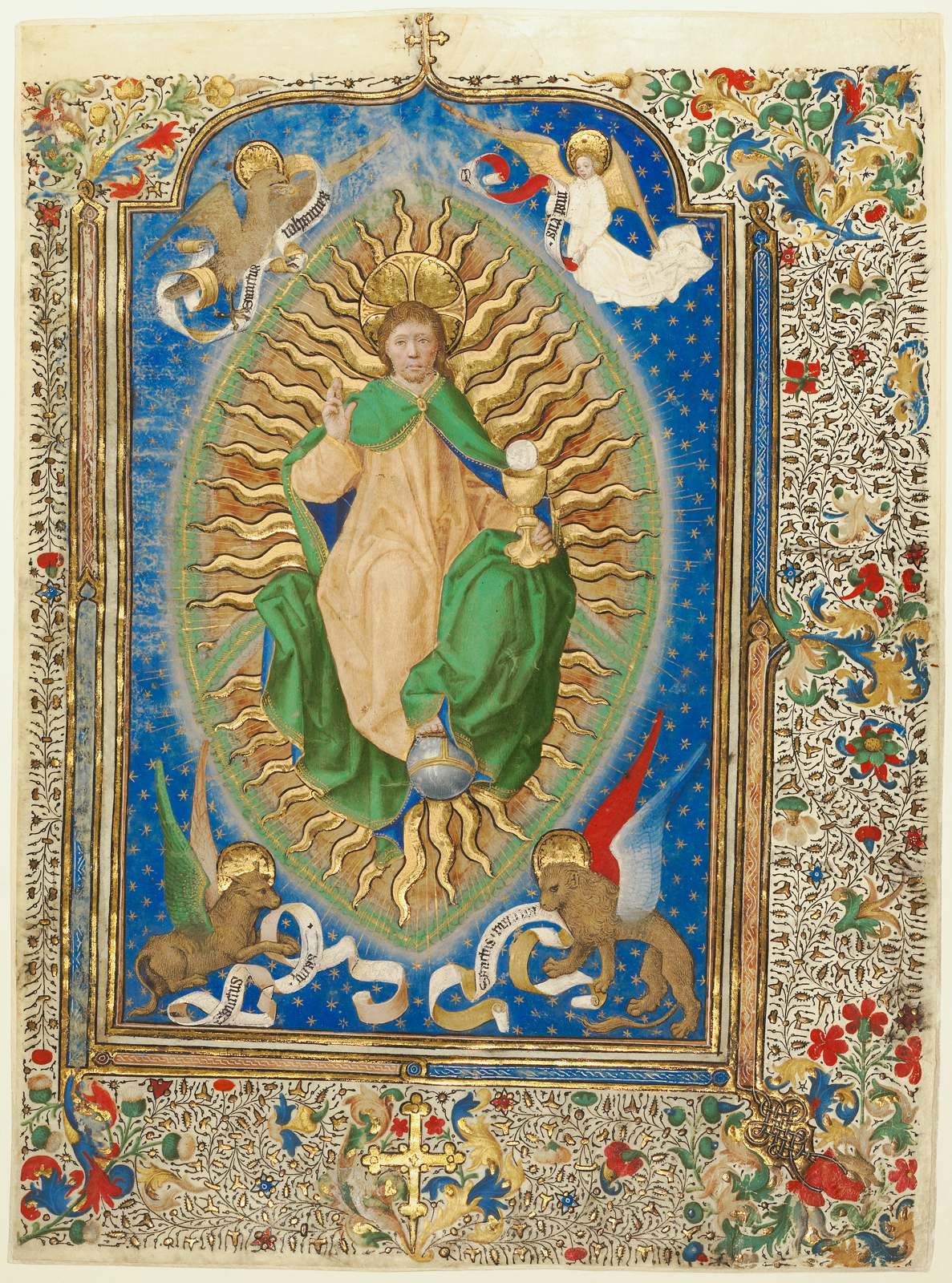
Maiestas Domini, Antoine de Lonhy, J. Paul Getty Museum, LA

## Popis a zařazení
Kresba štětcem, krycí barvy a zlacení na pergamenu, velikost 335 x 250 mm. Získáno převodem z Uměleckoprůmyslového muzea v Praze roku 1951, inv. č. K 36880.
Tato celostránková iluminace byla někdy v minulosti vyříznuta z výpravného kodexu, který Antoine de Lonhy vytvořil během svého pobytu v Toulouse. Jeho zákazníkem byl v té době arcibiskup Bernard de Rosier. Protějškový list k Ukřižování se rovněž zachoval a je nyní ve sbírce J. Paul Getty Museum v Getty Center, Los Angeles. Je na něm Kristus v mandorle jako Maiestas Domini. Rámování výjevu i zdobení bordury se shoduje s dílem v Národní galerii. Městská knihovna v Toulouse (Bibliothéque municipale) vlastní jiný misál, který obsahuje přesné kopie obou iluminací.
Autor miniatury byl dříve označován "Le maître des Heures de Saluces" (podle iluminací v tzv. Knize hodinek Saluzzů, 1465) nebo "Le maître de la Trinité de Turin" (podle známého obrazu Svaté Trojice, 1465-1470, nyní v Městském muzeu antického umění, Palazzo Madama Turín). Jeho identita byla odhalena až roku 1989.